# Thunder Force III
Thunder Force III är ett shoot 'em up-spel utvecklat av Technosoft och ursprungligen utgivet till Sega Mega Drive 1990 i Japan, Europa och USA. 1991 släpptes det även som arkadspel under namnet Thunder Force AC, och porterades även till SNES under namnet Thunder Spirits.
Spelaren styr en av Galaxfederationens farkoster i kampen mot Ornimperiet. De icke-linjärt scrollande banorna från föregångarna är borttagna, och i stället är alla banor sidscrollande.

### Fotnoter
1. ↑  ”Thunder Force III” (på engelska). Mobygames. 16 mars 1990. http://www.mobygames.com/game/thunder-force-iii. Läst 14 maj 2015.